# Snooker-Saison 1975/76
Die Snooker-Saison 1975/76 war eine Reihe von Snookerturnieren, die der Snooker Main Tour angehörten. Sie begann am 1. August 1975 und endete am 11. Mai 1976. Während der Saison gab es 27 Profispieler.

## Turniere
Während der Saison wurden acht Turniere gespielt.
| Datum                         | Turnier                              | Austragungsort | Sieger         | Finalgegner        | Ergebnis |
| ----------------------------- | ------------------------------------ | -------------- | -------------- | ------------------ | -------- |
| 1. August bis 29. August 1975 | Australian Professional Championship | Australien     | Eddie Charlton | Dennis Wheelwright | 31:10    |
| September 1975                | Canadian Open                        | Toronto        | Alex Higgins   | John Pulman        | 15:7     |
| Januar 1976                   | Pot Black                            | Birmingham     | John Spencer   | Dennis Taylor      | 1:0      |
| 26. bis 30. Januar 1976       | Masters                              | London         | Ray Reardon    | Graham Miles       | 7:3      |
| 21. Februar 1976              | Ireland Tournament                   | Dublin         | John Spencer   | Alex Higgins       | 5:0      |
| 11. bis 24. April 1976        | Snookerweltmeisterschaft             | Manchester     | Ray Reardon    | Alex Higgins       | 27:16    |
| 1. bis 8. Mai 1976            | Pontins Professional                 | Prestatyn      | Ray Reardon    | Fred Davis         | 10:9     |
| 8. bis 11. Mai 1976           | Canadian Club Masters                | Leeds          | Alex Higgins   | Ray Reardon        | 6:4      |

## Order of Merit
Zum ersten Mal wurde zum Ende der Saison eine Order of Merit aufgestellt. Sie wurde aus den letzten drei Weltmeisterschaften (1974, 1975 und 1976) errechnet und wurde als Setzliste für die Snookerweltmeisterschaft 1977 betrachtet.
| Position | Name            |
| -------- | --------------- |
| 1        | Ray Reardon     |
| 2        | Eddie Charlton  |
| 3        | Alex Higgins    |
| 4        | Rex Williams    |
| 5        | Graham Miles    |
| 6        | John Spencer    |
| 7        | Fred Davis      |
| 8        | Gary Owen       |
| 9        | Dennis Taylor   |
| 10       | Cliff Thorburn  |
| 11       | John Pulman     |
| 12       | John Dunning    |
| 13       | Perrie Mans     |
| 14       | Bill Werbeniuk  |
| 15       | Warren Simpson  |
| 16       | David Taylor    |
| 17       | Jim Meadowcroft |
| 18       | Marcus Owen     |
| 19       | Ian Anderson    |
| 20       | Paddy Morgan    |
| 21       | Bernard Bennett |
| 22       | David Greaves   |
| 23       | Pat Houlihan    |